# Anguillavus
Famille
Genre
Espèces de rang inférieur
- † A. quadripinnis Hay, 1903
- † A. bathshebae Hay, 1903
- † A. hackberryensis Martin, 1922
- † A. mazeni Belouze, Gayet & Atallah , 2003[1]

Anguillavus est un genre éteint de poissons à corps anguillimorphe et à nageoires rayonnées qui vivait pendant le Cénomanien supérieur au Liban et aux États-Unis. 
Les nageoires sont réduites chez Anguillavus, tandis qu'elles sont perdues chez toutes les autres anguilles (L. Taverne, 2004).

## Classification

### Le genre
Il a été décrit en 1903 comme une anguille primitive qui avait encore des nageoires pelviennes, contrairement aux anguilles modernes. L'holotype d'Anguillavus provient des couches à poissons du Mont Liban dans la région du Mont Liban sur la commune de Hjoula (en) ; il est conservé au Muséum national d'histoire naturelle à Paris sous la référence HDJ1274A.
En 1989,C.R. Robins affirme que le genre crétacé Anguillavus n'est pas une anguille, toutefois G. David Johnson (2011) cite plusieurs études qui le réfutent (Patterson 1993 ; Y. Lu 1994, A. Belouze 2002 et 2003)

### Les espèces
En 1981, l'holotype de l'espèce Anguillavus hackberryensis (KUVP 927), issu de strates marines cénomaniennes du Kansas, classé par Martins en 1922 comme poisson anguilliforme, a été réexaminé par Wiley et Stewart qui l'ont rangé dans les Decertidae.
En 2003, Anne Belouze et ses collègues se fondant sur de nouveaux spécimens fossiles issus de strates cénomaniennes du Liban considèrent comme synonymes l’espèce Anguillavus bathshebae (identifiée par Hay en 1903) et l’espèce type Anguillavus quadripinnis (Hay, 1903), mais reconnaissent une autre espèce d’anguilles à nageoires pelviennes, Anguillavus mazeni nov. sp..

## Premières espèces
Les premières espèces d'Anguillavus connues sont :
- † Anguillavus mazeni ;
- † Anguillavus quadripinnis.

Les fossiles ont été découverts dans le calcaire de la formation de Sannine au Liban, qui date du Cénomanien (99-98 Ma) (à Hadjoula, Hakel, Namoura). Ces espèces sont considérées par C. Pfaff et al. (2016) comme des membres du groupe-tronc des anguilliformes, avec Luenchelys minimus, Urenchelys germanum et Abisaadia hakelensis.

## Voir également
- Histoire évolutive des poissons